# بزينة
بزينة قرية سوريّة تتبع إداريّاً لمحافظة ريف دمشق منطقة دوما ناحية النشابية، بلغ تعداد سكانها 2,099 نسمة حسب التعداد السكاني لعام 2004.